# Будизам у Мађарској
Будизам у Мађарској (мађ. Buddhizmus Magyarországon постоји од 1951. године када је Ерне Хетењи основао Будистичку мисију у Немачкој, као члан будистичког реда Арја Маитреја Мандала (Махајана школа). Међутим, прва будистичка заједница основана је 1890-их у Марамарошсигету (данас Sighetu Marmaţiei, део Румуније). Јожеф Холоши се склонио и написао Будистички катихизис („Buddhista Kátét“) (1893), први будистички катихизис на мађарском језику. Према овоме, Дарма је у Мађарској присутна више од једног века. Године 1933. мађарски филолог и оријенталиста, аутор првог тибетанско-енглеског речника и граматике Шандор Кереши Чома, је признат као бодисатва у Јапану. У Мађарској се Јожеф Холоши сматра другим бодисатвом.
У Мађарској будизам има неколико облика, сви са својим независним школама мишљења. Различите организације коегзистирају прилично хармонично, али је активна комуникација међу њима прилично слаба.
У Мађарској је званично отворено седам ступа: две у Будимпешти и једна у Будакесију, Бикмођорошду (Чернели), Заласанту, Тару и Бечкену. Ступа мира у Заласанту је највеће будистичко светилиште у Европи са 30 метара висине и 24 метра ширине.
Мађарска има будистички колеџ под именом „Дарма Гате Будист колеџ” и налази се у Будимпешти.

## Историја

### Почетак
Древна религија мађарских племена био је шаманизам, али вероватно су неки наишли и на будизам током своје миграције са истока на запад, а неки од њих су вероватно прихватили будизам као своју религију. Због верске толеранције будизма било је могуће истовремено практиковати у две или више традиција, као што је био случај за тибетанска и монголска племена. У 15. веку Гелеоти, хуманистички филозоф, бежећи од инквизиције, нашао је уточиште на двору Матије Корвина, краља Мађарске. Галеоти је Буду назвао „индијским мудрацем” и мислио је да је главни град Мађарске, Буда, добио име по њему.
Шандор Кероши Чома, у нади да ће пронаћи прадомовину Мађара, желео је да преко Авганистана отпутује у Индију, а преко Тибета даље у Монголију. На крају је стигао до Ладака у северној Индији. Током овог периода у Занскару, Чома је био први Европљанин који је посетио долину, био је уроњен у интензивно шеснаестомесечно проучавање тибетанског језика и индо-тибетанског будизма у сржи његове књижевности, са локалним ламом, Сангс-ргиас-пхун-тсхогс. Био је један од првих Европљана који је савладао тибетански језик и прочитао две велике енциклопедије индо-тибетанске будистичке књижевности, Кангиур, 100 томова (Kangyur) и бсТан-'гиур, 224 тома, (Tengyur), које су садржале преводе будистичких књига донетих из Индије. Кереши Чома је добио титулу бодисатве у Токију 1933. године на Таиђјо будистичком универзитету као Чома Босатсу.

### После Чоме Корошиј
Будизам се први пут појавио у Мађарској касних 1890-их, када се Јожеф Холоши, брат сликара Симона Холошија, склонио и написао „Будистичка Кате“ (1893).
Ласло Медњански је радио на скици Долазак Мађара, слику Арпада Фестија, у Марамаросигету. Јожеф Холоши је водио будистички круг који је имао велики утицај на Медњанског. Као резултат тога, посветио је остатак свог живота будизму. Медњански је био први мађарски уметник који је представљао будизам својим избором боја и тема. У Будимпешти је постојала још једна будистичка заједница између 1931. и 1935. Значајније личности су били Ласло Ваго велетрговац и сликар Тибор Боромиса. Њихови печати су представљали Буду испод Секељ капије (китњасто украшених врата) окруженог епиграфом: „Magyar Buddhisták” (мађарски будисти).
Писац Геза Гардоњи је такође веровао у реинкарнацију и било је време када је желео да пређе у будизам.
Прву званичну сангху у Мађарској је 1951. основао Ерне Хетењи који је био заређен у Немачкој 1938. Стварни датум оснивања Мађарске будистичке мисије је 18. фебруар 1952. године. Немачки будистички ред Арја Маитреја Мандала основао је Лама Анагарика Говинда, немачки путник, филозоф, сликар и песник. Овај ред припада махајани и његови обреди прате тибетанску традицију. Ерне Хетењи је био трећа особа која је дипломирала из овог реда. Године 1956. Будистичка мисија је проглашена источноевропским центром за промоцију будизма у суседним земљама. Мисија је имала за циљ да представља све будистичке школе без пристрасности. Исти циљ је имала и оснивање Међународног института за будологију Короши Чома Шандор у Берлину. Током својих источних путовања Хетењи је посетио манастире у Индији, Монголији, Бурјатији и Лаосу. Добио је моћ од тибетанских и монголских лама, а 1982. године благословио га је 14. Далај Лама кога је срео три пута.
Године 1990, због неколико проблема, Институт Короси Цсома Сандор је затворен, али су га касније две велике историјске личности мађарског будизма, Добоши Антал и Такацс Ласзло, реорганизовали и поново отворили. Након тога широм земље су отворени будистички редови и школе. Изненадна слобода и велики број институција такође су укључивали одређени степен пада квалитета. Појавиле су се нове књиге које су углавном биле преводе са енглеског. Велики део дела Шандора Керосија Чоме остао је непреведен до данас.

## Важнији градови
У Мађарској до сада је изграђено седам ступа: две у Будимпешти и једна у Будакези, Бикмођорошду (Чернељ), Заласантоу, Тару и Бечкеу. Три од њих могу су отворене за јавност: онај у Заласанту (највећи, у жупанији Зала), онај у Тару и најновији у Бечком (ове касније две у жупанији Ноград) а два од преостала четири су у Будимпешти, један у Будакезију и близу Бикмођорошда, у Усону (жупанија Боршод-Абауј-Земплен). Надаље, постоји ступа у Бирију, жупанија Саболч-Сатмар-Берег, која је изграђена 2010. године.
Храм Хобоји Зен је у Пилишсентласлу, Међународни Зен храм Вон Кванг Са је близу Естергома, а Мокусхо Зен Хоусе је у Сомбатхељу.
Храм Пу Ји у 15. округу Будимпеште је први храм Чан будиста мађарских Кинеза.
Манастир Дамадипа се налази у селу Бајна у малој долини, дуж пута између села Бајне и Епола.<ref>„Фондација Дамапада”. dhammapada.hu. Архивирано из оригинала 3. 12. 2022. г. Приступљено 15. 1. 2023.</ref